# 晉楚爭霸
晉楚爭霸是春秋時期晉國和楚國為爭奪霸主地位和控制諸侯國而進行的一系列對抗。

## 歷史
前632年，晉楚爆發城濮之戰，楚國戰敗，隨後周天子在踐土之盟上冊封晉文公為侯伯（霸主）。前627年，许国反晋亲楚，晋国派兵攻打，楚国率军救援，在泜水之战交兵。此后，晉楚两国尽量避免正面交锋，一般通过晋国攻打楚国的仆从国陈国、蔡国，楚国攻打晋国的盟国宋国、郑国，来进行争霸斗争，一般以郑国为主战场，郑国倒向晋楚哪一方，代表哪一方在争霸中占有优势。前608年，赵盾在北林之战败于楚国蒍賈。前599年，楚庄王攻打郑国，晋国士会在颍北之战击退楚国。
前597年，楚國佔領鄭國，晉國出兵援救鄭國，隨後爆發晉楚邲之戰，晉國戰敗。前594年，楚國又包圍宋國，晉國不敢出兵援救。各諸侯國開始臣服於楚國。楚莊王成為當時的霸主。前589年，楚共王在齐鲁之间的蜀之盟会盟包括齐国、鲁国、卫国、宋国在内的中原诸侯，标志楚国的霸业达到顶峰。前585年，楚国令尹子重攻打郑国，晋国栾书率军救郑，在绕角与楚军相遇，楚军未战而撤退。前583年，晋国攻打蔡国，与楚军接触，俘虏楚将申骊。
前575年，晉楚又爆發鄢陵之戰，楚國戰敗，晉國重新奪取霸主地位。前573年，宋国内乱，晋军又在靡角之谷逼退前来援助宋国叛军的楚军。次年，晋国攻打郑国，兵锋抵达楚国的焦、夷之地。
前563年至前562年期間，晉國連續三次進攻鄭國，前兩次晉國在楚國援救前先行撤兵，第三次進攻時楚國未出兵救援。於是鄭國與晉國結盟。前557年，晋国率领诸侯南下攻打许国，荀偃又率晋军攻楚，在湛阪之战获胜。
前546年，晉楚兩國在宋國舉行弭兵之會，規定除了秦國和齊國外，其他諸侯國都要向晉楚兩國同時臣服。晉楚爭霸告一段落。